# Eschatomoxys
Eschatomoxys is een geslacht van kevers uit de familie van de zwartlijven (Tenebrionidae). De wetenschappelijke naam van het geslacht is voor het eerst geldig gepubliceerd in 1935 door Frank Ellsworth Blaisdell.
Eschatomoxys worden gekenmerkt door een "vioolachtige" (fiddle-shaped) lichaamsbouw: het borststuk is veel smaller dan het achterlijf.
De kevers leven in woestijnachtige gebieden en in grotten in het westen van de Verenigde Staten en op eilanden in de Golf van Californië bij Baja California (Mexico).
De kevers in de grotten blijken te leven van de guano van vleermuizen en ook van dode vleermuizen.

## Soorten
- Eschatomoxys wagneri Blaisdell, 1935: werd ontdekt in Death Valley (Californië)[2]
- Eschatomoxys tanneri Sorenson en Stones, 1959: Kane County (Utah); ook Marble Canyon, Arizona[4]
- Eschatomoxys pholeter Thomas and Pape, 2007: Bat Cave en andere grotten in Grand Canyon National Park, Arizona[3]
- Eschatomoxys andrewsi Aalbu en Thomas, 2007: Painted Canyon, Californië (westen van Sonorawoestijn)[3]
- Eschatomoxys paco Aalbu en Thomas, 2007: eilandjes in de golf van Baja California, Mexico[3]
- Eschatomoxys rosei Aalbu en Thomas, 2007: eilandjes bij Baja California, Mexico en op het schiereiland zelf.[3]